# セラコーポレーション
株式会社セラコーポレーションは、愛知県名古屋市北区に本社を置くエコ&ヘルス機器の開発と販売を行う企業。
マイナスイオン関連の特許を取得し、ミスパイオン(良質のマイナスイオン)を発生させるマイナスイオン発生器「ミスパ・ビューティミニ」等を開発している。また社内には太陽光発電とオール電化に特化した事業部もあり、健康機器だけではなく、環境やエコを中心とした機器の設置販売も手がけている。
特に、マイナスイオン関連機器の技術に関しては、電気を使わずマイナスイオンをレナード効果により発生させる技術で関連特許を複数取得している(特許欄参照)。その技術を基に非常に微細な水粒子とマイナスイオンを生ずる回転水破砕式イオンミストサウナ「ミスパシリーズ」を商品化した。

## 沿革
- 1991年12月 - 愛知県春日井市鳥居松町に創業
- 1992年6月 - 株式会社セラコーポレーションとして法人化
- 1994年5月 - 春日井市味美町に移転
- 1994年8月 - TVコマーシャルを放映開始
- 1995年2月 - 石油給湯器「セラシティ」シリーズ販売開始
- 1995年8月 - 水質改善具の特許並びに実用新案を取得
- 1997年11月 - 名古屋市北区紅雲町に移転
- 1998年5月 - 家庭用浄活水器「ピュアスルー10」の製造・販売開始
- 1998年6月 - 特殊加工銅極細繊維の国内独占製造販売権を取得
- 1998年10月 - 「イオンミストサウナ」の企画開発開始
- 1998年12月 - 「簡易蒸気風呂用の蒸気発生器」に関する特許を取得
- 1999年9月 - ソーラーシステム「パワーE」の製造・販売を開始
- 2000年7月 - オール電化事業部を開設
- 2000年10月 - イオンミストサウナ「ミスパ」製造販売開始
- 2001年7月 - 太陽光発電事業部を開設
- 2003年11月 - イオンミストサウナ「ミスパ AUTO」製造販売開始
- 2004年10月 - イオンミストサウナ「ミスパ ビューティ」製造販売開始
- 2005年4月 - 松下エコシステムズ株式会社(現パナソニックエコシステムズ)との特許実施許諾契約を締結
- 2007年12月 - ミスパオート据置タイプ製造販売開始。名古屋市北区清水に移転
- 2009年10月 - イオンミストサウナ「ミスパビューティ・ミニ」製造・販売開始

## 特許(取得済み・出願中・過去取得含む)
セラコーポレーションが取得した特許(出願中、過去分を含む)
- 液体の改質装置 第1573269号
- 水質改善具 第1875399号(実用新案)
- 水質改善具 第1780957号(実用新案)
- 簡易蒸気風呂用蒸気発生装置 第2660791号
- SteamGenerator(浴室用の蒸気発生器) NO.5713309(USA)
- SteamGenerator(浴室用の蒸気発生器) 第251418号(韓国)
- SteamGenerator(浴室用の蒸気発生器) NO.2173474(カナダ)
- 蒸気発生装置 第3869076号
- 浴室用温風発生装置 第3810967号
- マイナスイオン発生装置 第3512167号
- Mist Generator Device(PCT/JP03/02296,国際公開WO03/073975) US7,055,763 B2(USA特許出願中)
- 水の殺菌装置 第3479249号
- Negative Ion Display Device and Mist Generating Device 韓国分) 10-2006-7012585(韓国出願中)
- ミスト発生装置(羽根車の消音機構) 特開2005-205016
- ミスト発生装置(羽根に貫通孔) 特開2005-233575
- ミスト発生装置(吸気経路の方向変更と羽根に凸部の追加) 特開2005-230465
- ミスト発生装置(水車にメッシュ状カバー) 特開2006-280595
- 二段式ペルチェ素子とその製造方法 特開2005-511085(特願2003-186592)
- 同上、国際出願 PCT/JP2004/009162(優先2003-186592)